# عمرو محمد
عمرو محمد هو لاعب كرة الماء مصري، ولد في 18 فبراير 1974.
ابنائه: محمد عمرو محمد

## وصلات خارجية
- عمرو محمد على موقع الاتحاد الدولي للسباحة (الإنجليزية)
- عمرو محمد على موقع اللجنة الأولمبية الدولية (الإنجليزية)
- عمرو محمد على موقع أوليمبيديا (الإنجليزية)